# Miloš Krunić
Miloš Krunić (in serbo Милош Крунић?; Belgrado, 22 novembre 1996) è un calciatore serbo, portiere del Partizan.

## Carriera
Il 17 gennaio 2024 viene tesserato dal Partizan; il 2 marzo seguente debutta con i bianconeri, nella partita di campionato vinta per 3-1 contro lo Železničar Pančevo.